# Jaime Calderón Calderón
Jaime Calderón Calderón (Churintzio, 1º maggio 1966) è un arcivescovo cattolico messicano, dal 4 luglio 2024 arcivescovo metropolita di León.

## Biografia
È nato il 1º maggio 1966 a Churintzio.

### Formazione e ministero sacerdotale
Dopo aver compiuto gli studi fondamentali nella sua città natale, è poi entrato nel seminario diocesano di Zamora per gli studi secondari e filosofici. Successivamente ha conseguito il baccellierato teologico ed è stato ordinato presbitero il 16 febbraio 1991.
Dopo l'ordinazione sacerdotale ha prossguito gli studi, conseguendo il dottorato in filosofia presso la Pontificia Università Gregoriana di Roma. Ha ricoperto il ruolo di docente di filosofia prima e rettore dal 2011 al 2013 del seminario diocesano di Zamora.

### Ministero episcopale
Il 5 luglio 2012 papa Benedetto XVI lo ha nominato vescovo ausiliare di Zamora, assegnandogli la sede titolare di Giomnio. Ha ricevuto l'ordinazione episcopale il 5 ottobre successivo nella concattedrale di Nostra Signora di Guadalupe di Zamora, dall'arcivescovo Christophe Pierre, nunzio apostolico in Messico, co-consacranti José Luis Amezcua Melgoza, vescovo di Colima e Javier Navarro Rodríguez, vescovo di Zamora.
Il 19 maggio 2014 è stato ricevuto in udienza papale insieme agli altri vescovi messicani durante la visita ad limina.
Il 7 luglio 2018 papa Francesco lo ha nominato vescovo di Tapachula. Ha preso possesso della diocesi il 14 settembre successivo.
Nello stesso anno ha partecipato alla XV assemblea generale ordinaria del sinodo dei vescovi, dal tema: "I giovani, la fede e il discernimento vocazionale".
In qualità di membro del consiglio ordinario ha partecipato nel 2023 alla XVI assemblea generale ordinaria del sinodo dei vescovi.
Il 4 luglio 2024 papa Francesco lo ha promosso arcivescovo metropolita di León, succedendo a Alfonso Cortés Contreras, ritiratosi per raggiunti limiti d'età. Ha preso possesso dell'arcidiocesi il 19 agosto successivo.
Il 12 novembre successivo è stato nominato vicepresidente della Conferenza dell'Episcopato Messicano.

## Genealogia episcopale
La genealogia episcopale è:
- Cardinale Scipione Rebiba
- Cardinale Giulio Antonio Santori
- Cardinale Girolamo Bernerio, O.P.
- Arcivescovo Galeazzo Sanvitale
- Cardinale Ludovico Ludovisi
- Cardinale Luigi Caetani
- Cardinale Ulderico Carpegna
- Cardinale Paluzzo Paluzzi Altieri degli Albertoni
- Papa Benedetto XIII
- Papa Benedetto XIV
- Papa Clemente XIII
- Cardinale Marcantonio Colonna
- Cardinale Giacinto Sigismondo Gerdil, B.
- Cardinale Giulio Maria della Somaglia
- Cardinale Carlo Odescalchi, S.I.
- Vescovo Eugène de Mazenod, O.M.I.
- Cardinale Joseph Hippolyte Guibert, O.M.I.
- Cardinale François-Marie-Benjamin Richard de la Vergne
- Cardinale Pietro Gasparri
- Cardinale Clemente Micara
- Cardinale Antonio Samorè
- Cardinale Angelo Sodano
- Cardinale Christophe Pierre
- Arcivescovo Jaime Calderón Calderón

## Opere
- Jaime Calderón Calderón, La Libertad Como Fundamento de Configuracion de la Personalidad En Xavier Zubiri, Gregorian & Biblical Press, 2002, ISBN 978-8876529344.